# Béthancourt-en-Vaux
Béthancourt-en-Vaux là một xã ở tỉnh Aisne, vùng Hauts-de-France thuộc miền bắc nước Pháp.